# John Goldthorpe
John Harry Goldthorpe (* 27. Mai 1935 in Great Houghton, Yorkshire) ist ein britischer Soziologe. Seine bekanntesten Untersuchungen zur Sozialstruktur publizierte er gemeinsam mit David Lockwood.

## Leben
Goldthorpe studierte an der Universität London und der London School of Economics and Political Science und lehrte bis zu seiner Emeritierung als Professor am Nuffield College der Universität Oxford. 1984 wurde er Mitglied (Fellow) der British Academy. Er ist auswärtiges Mitglied der Königlich Schwedischen Akademie der Wissenschaften und seit 1989 ordentliches Mitglied der Academia Europaea.
Er entwickelte ein Modell der beruflichen Gliederung, das sogenannte Goldthorpe-Klassenschema (engl. Goldthorpe class schema, auch Erikson, Goldthorpe, Portocarero, kurz EGP).